# Orontes I Sakavakyaț
Orontes I Sakavakyaț, cunoscut și drept Ervand I Sakavakyaț, a fost primul rege orontid al Armeniei, domnind în perioada cuprinsă între 570 î.Hr. - 560 î.Hr.

## Biografie
Orontes a fost numit Sakavakyaț sau „cel cu domnie scurtă” („ședere scurtă”), nu din cauza unei vieți scurte, ci mai degrabă din cauza perioadei scurte a domniei sale și pentru că a predat tronul fiului său Tigranes. Orontes I avea 40.000 de infanteriști și 8.000 de cavaleri, precum și 3.000 de talanți (40kg 800g) de argint cu greutatea totală de 122.400kg. Aceasta se bazează pe adevăratul Orontes I care avea cel puțin 3.000 de talanți de argint, și pe adevăratul Orontes II care a comandat aripa dreaptă a armatei regelui Darius al III-lea la bătălia de la Gaugamela din 331 î.Hr., cu 40.000 de infanteriști sub comanda sa și 7.000 de cavaleri. Conform legendelor populare, doar jumătate din cele 3.000 de talanți de argint ale lui Orontes I făceau parte din trezoreria sa; cealaltă parte era ascunsă în fundul lacului Van. Prin castelul său avea un tunel care ducea acolo, dar mai târziu au blocat tunelul pentru a salva trezoreria pentru generațiile viitoare. Se spune că această comoară încă este ascunsă acolo, neatinsă.
Tatăl lui Orontes I a fost Artasirus (Ardașir este versiunea armeană locală a numelui real al lui Artasyrus, Artakhshathra). S-a căsătorit cu fiica sa Tigranuhi cu regele median Ajdahak (Astiages). Capitala Armeniei sub Orontes se afla în Van.
Xenofon oferă o relatare a procesului său înaintea lui Cirus al II-lea cel Mare în Cartea 3 din Cyropaedia.